# North Uist
North Uist (en gaèlic escocès: Uibhist a Tuath) és una illa de les Hèbrides Exteriors. Segons el cens del 2001 tenia 1.657. Està unida a Benbecula via Grimsay, a Berneray, i a Baleshare. Amb excepció del sud-est, l'illa és força plana i la major part coberta d'aigua. Alguns dels petits llacs locals tenen barreja d'aigua salada. North Uist és la desena illa més gran d'Escòcia i la tretzena del Regne Unit (exclosa Irlanda). La seva àrea és de 117 milles quadrades, una mica més petita que South Uist. L'illa també és coneguda pel seu club atlètic (North Uist Amateur Athletics Club), que fomenta les competicions atlètiques a nivell local.
La població més gran és Lochmaddy, un port de pesca i on hi ha un museu, un centre artístic i una cambra fosca. Els ferris Caledonian MacBrayne surten cap a Uig a l'illa de Skye, així com a l'illa de Berneray (que està comunicada amb North Uist per carretera i ferrocarril fins Leverburgh a Harris. Lochmaddy també té Taigh Chearsabhagh, un museu I centre artístic amb un cafè, una petita tenda i servei de correus. Altres poblacions inclouen Carinish, Port nan Long i Scolpaig.
North Uist té moltes estructures prehistòriques, incloses les tombes de cambra Barpa Langass, el cercle de pedres Pobull Fhinn i els menhirs Fir Bhreige. L'illa és coneguda per la seva ornitologia, raó per la qual hi ha una reserva natural a Balranald.